# Јаков грли трње (ТВ филм)
„Јаков грли трње” је југословенски ТВ филм из 1977. године. Режирао га је Благота Ераковић а сценарио је написао Вељко Радовић.

## Улоге
| Глумац        | Улога |
| ------------- | ----- |
| Боро Беговић  |       |
| Вељко Мандић  |       |
| Драгица Томаш |       |